# Steinriegelhang
Das Gebiet Steinriegelhang ist ein mit Verordnung vom 25. Januar 2006 durch die Körperschaftsforstdirektion Tübingen ausgewiesener Bannwald (Schutzgebiet-Nummer 100584) bei Bebenhausen im Landkreis Tübingen in Baden-Württemberg.

## Lage
Das Schutzgebiet befindet sich westlich des Tübinger Stadtteils Bebenhausen. Er liegt im Staatswald Tübingen und umfasst im Distrikt 3 „Bebenhausen-West“ die Abteilungen 31, 40, 46 und einen Teil der Abteilung 45. Der Bannwald erstreckt sich über Teilflächen der Flurstücke Nr. 356/2 und 358/2.
Der Bannwald liegt im Landschaftsschutzgebiet Schönbuch. Er ist Teil des Vogelschutzgebiets Schönbuch und er ist Teil des FFH-Gebiets Schönbuch.

## Vegetation
Im Schonwald kommen laut Waldbiotopkartierung die folgenden Pflanzen vor:
Berg-Ahorn, Knoblauchsrauke, Hänge-Birke, Drahtschmiele, Rotbuche, Weißliche Hainsimse, Einblütiges Perlgras, Blaues Pfeifengras, Wald-Sauerklee, Gemeine Fichte, Waldkiefer, Wald-Rispengras, Brombeeren, Vogelbeere, Echter Ehrenpreis.

## Schutzzweck
Der Schutzzweck des Bannwalds ist gemäß Schutzgebietsverordnung
- Die unbeeinflusste Entwicklung eines, für verschiedene Keuperstandorte repräsentativen Buchen-Mischwald-Ökosystems mit seinen Tier- und Pflanzenarten zu sichern sowie die wissenschaftliche Beobachtung der Entwicklung zu gewährleisten. Hierbei gilt auch der natürlichen Entwicklung auf den Sturmwurfflächen besonderes Interesse. Dies beinhaltet den Schutz der Lebensräume und -gemeinschaften, die sich im Gebiet befinden, sich im Verlauf der eigendynamischen Entwicklung des Waldbestandes innerhalb des Schutzgebietes ändern oder durch eigendynamische Entwicklung entstehen.
- Weiterer Schutzzweck ist der Beitrag zur Erhaltung der biologischen Vielfalt in Europa. Der Bannwald ist Teil des in die nationale Vorschlagsliste zur Meldung an die Kommission für den Aufbau und den Schutz eines Europäischen ökologischen Netzes Natura 2000 aufgenommenen Gebiets mit der Bezeichnung „Schönbuch“ (Gebietskulisse 7420-341) sowie des Vogelschutzgebiets „Schönbuch“ (bisherige Gebietskulisse 7420-401). Im Bannwald kommen insbesondere die Lebensräume „Hainsimsen-Buchenwald“, „Waldmeister-Buchenwald“ und „Eichen-Hainbuchenwald“ vor.

## Betreuung
Wissenschaftlich betreut wird der Bannwald durch die Forstliche Versuchs- und Forschungsanstalt Baden-Württemberg (BVA).